# 小行星8422
小行星8422（英語：8422 Mohorovicic）是一颗围绕太阳公转的小行星。1996年12月5日，Farra d'Isonzo在法拉迪松佐发现了此天体。
这颗小行星的绝对星等为224.332917258475等。